# Foreign Affair
Foreign Affair es el séptimo álbum de estudio de la cantante suiza Tina Turner, lanzado en 1989 por Capitol.

## Antecedentes
Después del éxito de Private Dancer y Break Every Rule, Tina comienza la producción de su séptimo trabajo en solitario. Aunque el álbum no se desempeñó tan bien en Estados Unidos como sus anteriores, fue un éxito mundial, vendiendo más de 12 millones de copias.
En Europa, seis de las canciones del álbum se convirtieron en TOP singles, " The Best " (Reino Unido #5), " Steamy Windows "(Reino Unido #13)," I Don't Wanna Lose You "(España #3), " Foreign Affair "(Polonia #7)," Look Me In The Heart "(EE. UU. AC #4 & Reino Unido #31) y " Be Tender With Me Baby "(Reino Unido #28).
Mientras que el álbum no logró el top 30 de los Billboard 200 de EE. UU., en Occidente entró en la lista de álbumes del Reino Unido en el #1 y llegó a vender más de 1,5 millones de copias solamente en el Reino Unido. En Alemania tuvo un éxito similar y vendió 1 millón de copias en pocas semanas. El álbum alcanzó el número uno en varios países europeos, entre ellos Alemania (4 semanas) y encabezó la lista global europea durante 4 semanas.

## Lista de canciones
| #  | Título                                                              | Duración |
| -- | ------------------------------------------------------------------- | -------- |
| 1  | "Steamy Windows" Compositor(es): Tony Joe White                     | 4:03     |
| 2  | "The Best" Compositor(es): Mike Chapman, Holly Knight               | 5:28     |
| 3  | "You Know Who (Is Doing You Know What)" Compositor(es): White       | 3:45     |
| 4  | "Undercover Agent for the Blues" Compositor(es): White, Leann White | 5:20     |
| 5  | "Look Me in the Heart" Compositor(es): Tom Kelly, Billy Steinberg   | 3:42     |
| 6  | "Be Tender With Me Baby" Compositor(es): Albert Hammond, Knight     | 4:18     |
| 7  | "You Can't Stop Me Loving You" Compositor(es): Hammond, Knight      | 4:00     |
| 8  | "Ask Me How I Feel" Compositor(es): Hammond, Knight                 | 4:46     |
| 9  | "Falling Like Rain" Compositor(es): David Munday, Sandy Stewart     | 4:03     |
| 10 | "I Don't Wanna Lose You" Compositor(es): Hammond, Graham Lyle       | 4:20     |
| 11 | "Not Enough Romance" Compositor(es): Dan Hartman                    | 4:04     |
| 12 | "Foreign Affair" Compositor(es): White                              | 4:27     |

## Lados B
| Título                   | Sencillo                 |
| ------------------------ | ------------------------ |
| "Bold and Reckless"      | "The Best"               |
| "Stronger Than the Wind" | "I Don't Wanna Lose You" |
| "Steel Claw" (Live)      | "Look Me in the Heart"   |

## Posicionamiento
| Listas (1989)            | Posición |
| ------------------------ | -------- |
| Australian Albums Chart  | 15       |
| Austrian Albums Chart    | 15       |
| French Albums Chart      | 11       |
| German Albums Chart      | 1        |
| Norwegian Albums Chart   | 1        |
| Spanish Albums Chart     | 8        |
| Swedish Albums Chart     | 1        |
| Swiss Albums Chart       | 1        |
| UK Albums Chart          | 1        |
| Dutch Albums Chart       | 6        |
| New Zealand Albums Chart | 7        |
| Australian Albums Chart  | 15       |
| US Billboard 200 Chart   | 31       |
| US Billboard R&B Chart   | 83       |

### Certificaciones
| País           | Certificación |
| -------------- | ------------- |
| Australia      | Platinum      |
| Austria        | 3× Platino    |
| Canada         | Platino       |
| France         | Platino       |
| Germany        | 2× Platino    |
| Sweden         | Oro           |
| Switzerland    | 4× Platino    |
| United Kingdom | 5× Platino    |
| United States  | Oro           |